# Oligomenoreja
Oligomenoreja je naziv za poremećaj menstrualnog ciklusa u kojem se mjesečnica javlja u produženim vremenskim razmacima (6 tjedana do 6 mjeseci) kod žena reproduktivne dobi. Neki od uzroka oligomenoreje mogu biti: tumor prednjeg režnja hipofize, Gravesova bolest.